# Friar Park
Friar Park – dzielnica miasta Wednesbury, w Anglii, w West Midlands, w dystrykcie metropolitalnym Sandwell. W 2011 roku dzielnica liczyła 12 625 mieszkańców.